# Benedictus Jozef Labre

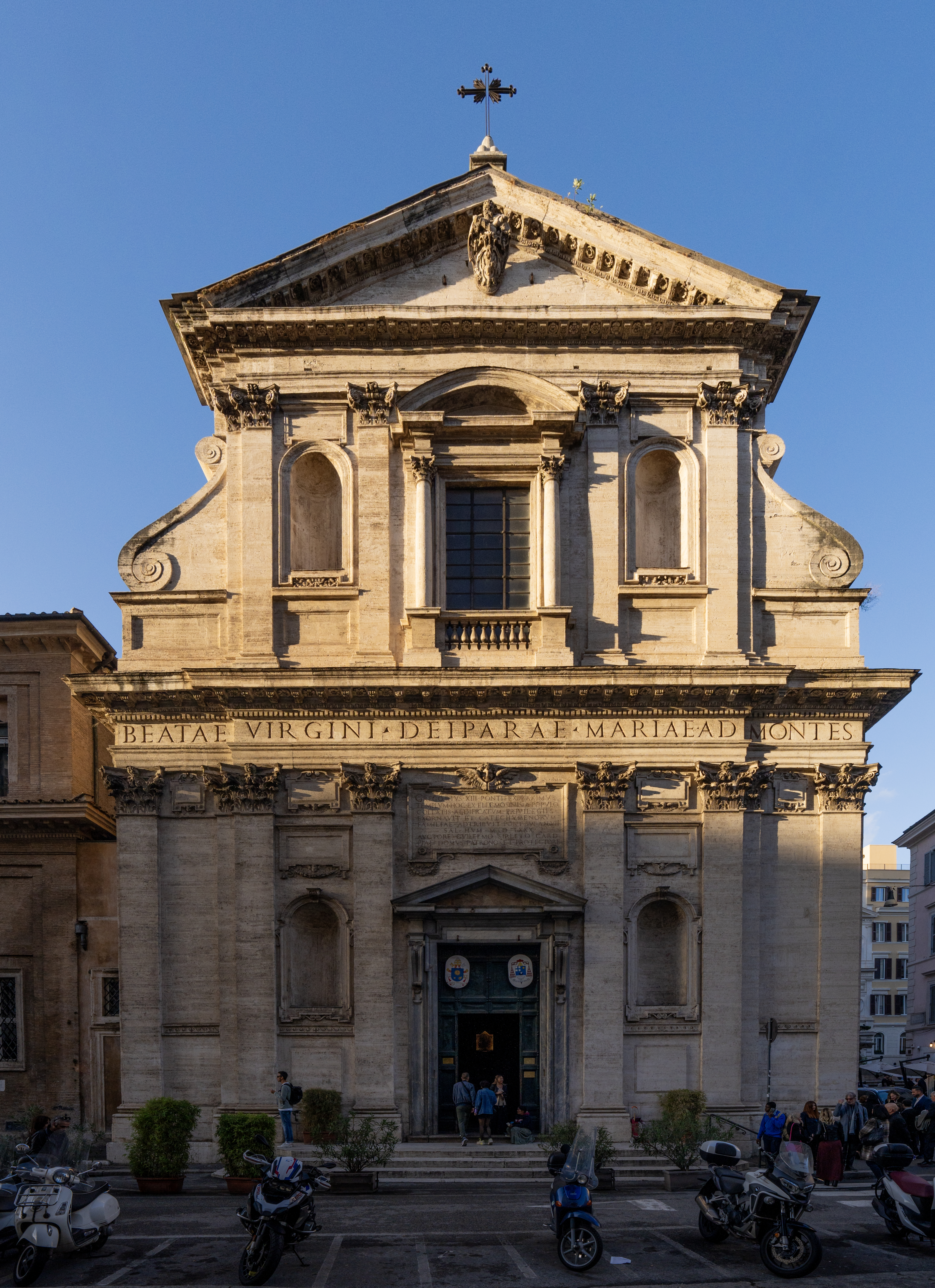
Santa Maria dei Monti

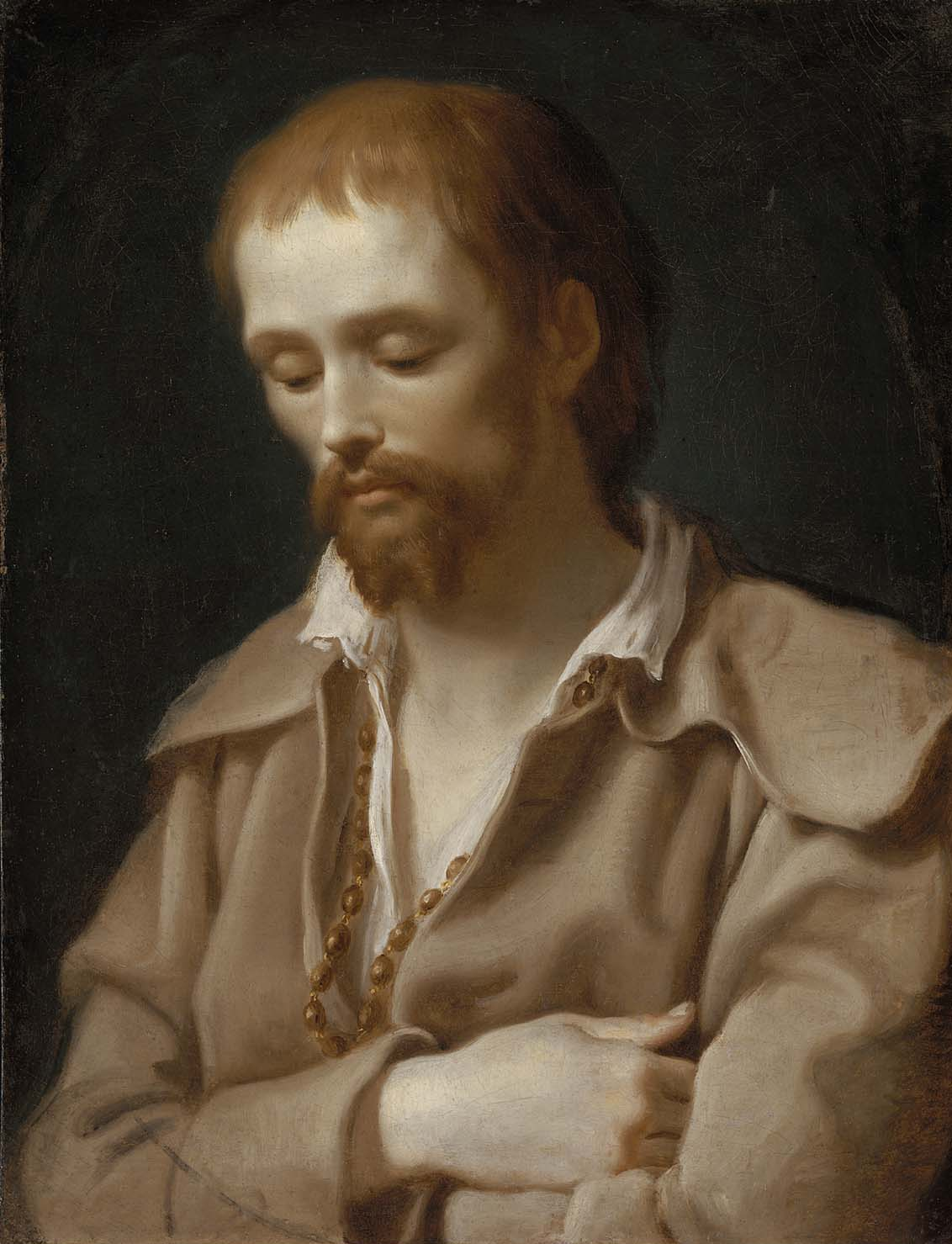
De heilige Benedictus Jozef Labre

Benedictus Jozef Labre (Benoît Joseph Labre) (Amettes, 25 maart 1748 – Rome, 16 april 1783), bijgenaamd de bedelaar, is een heilige van de Katholieke Kerk. Hij leefde in een geest van boete en leidde het bestaan van een verarmde zwerver.

## Leven
Labre was de oudste van vijftien kinderen en groeide op in een bemiddeld gezin. Hij volgde lessen latijn bij een oom die priester was, maar zijn slechte schoolresultaten sloten de beoogde priesteropleiding uit. Hij probeerde tevergeefs bij verschillende kloosterordes toe te treden. Door zijn zwakke gezondheid en angstaanvallen werd hij achtereenvolgens geweigerd bij de cisterciënzers en de trappisten. Toen dat niet lukte besloot hij "vagebond van God" te worden. Na een pelgrimstocht van zeven jaar langs verschillende bedevaartsoorden kwam hij in 1777 in Rome aan. Zijn leven besteedde hij aan bidden, mediteren en geestelijke raad geven aan mensen op zijn weg en... bedelen. Hij stierf, ongeveer 35 jaar oud, in een huis vlak bij de Santa Maria ai Monti in Rome, waar men hem, doodziek, gastvrij had opgenomen. Groot was de verbazing in de stad toen zeer velen op zijn uitvaart verschenen. Zij hadden hem ontmoet of over hem gehoord. In die kerk is een monumentaal grafmonument voor hem neergezet dat nu zelf het doel is van verering en bedevaarten.

## Verering
Benedictus werd heilig verklaard in 1881. Zijn feestdag is op 16 april, zijn sterfdag.
Benedictus Labre wordt uitgebeeld met een bebaard gezicht. Zijn kleren zijn gescheurd en hij draagt een bedelnap. Hij drukt een kruisbeeld tegen zijn borst. Soms heeft hij een rozenkrans om zijn nek, of wordt hij afgebeeld met sint-jakobsschelpen, die symbool staan voor pelgrims.
In de 20e eeuw werden in Nederland huizen voor de opvang en re-integratie van daklozen soms Labrehuis genoemd, onder andere in Utrecht. In De Bilt is er een scoutinggroep met de naam Ben Labre.